# Knock out (Film)
Knock out ist eine deutsche Filmromanze aus dem Jahre 1935 von Carl Lamac und Hans H. Zerlett mit dem einstigen Boxweltmeister Max Schmeling und seiner Ehefrau Anny Ondra in den Hauptrollen.

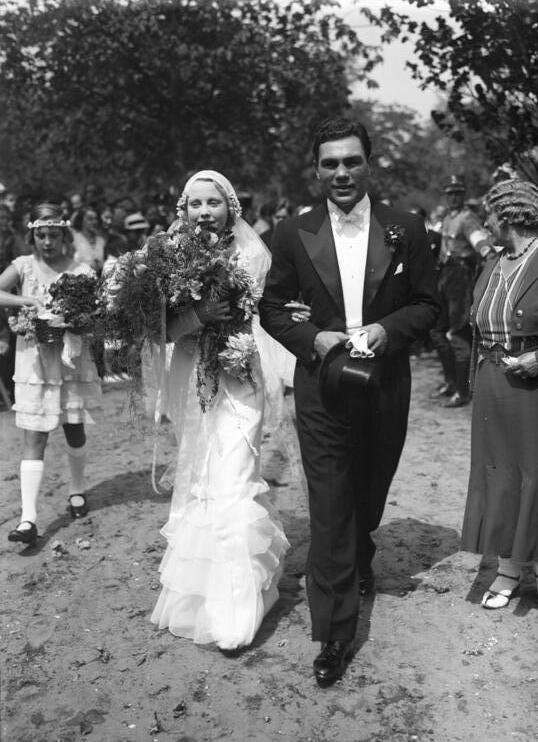
Die Hauptdarsteller Max Schmeling und Anny Ondra, hier während ihrer Eheschließung (1933)

## Handlung
Eigentlich wollte Marianne Plümke einen Job als Buchhalterin vermittelt bekommen, als sie bei der Stellenvermittlung vorspricht, doch als hübsche, junge Person hinterlässt sie den Eindruck, dass sie zur Schauspielerin geboren sein müsste und zum Theater gehört. An der vermittelten Bühne lernt sie den Oberbeleuchter Max Breuer kennen. Der findet rasch Gefallen an der zierlichen, blonden Frau und kann die anfänglich aufgrund des Vermittlungsirrtums Enttäuschte dazu überreden, es doch einmal am Theater zu versuchen. Marianne aber hat zwei linke Hände und stellt sich derart tollpatschig an, dass bald die gesamte Bühnentruppe von ihr genervt ist. Lediglich Max hält zu ihr und steht Marianne sogar bei, als ein Berufsboxer ihr einmal zu nahe kommt und sie mit seinen Avancen belästigt. Wider Erwarten gewinnt Breuer den Zweikampf. Ein bulliger Boxmanager namens Schmidtchen ist von Maxens boxerischer Leistung beeindruckt und lädt diesen daraufhin ein, sich in einer Hamburger Boxschule professionell ausbilden zu lassen. Max nimmt dieses Angebot aus Enttäuschung an, denn er musste erfahren, dass seine Herzdame Marianne bereits vergeben ist, und das auch noch an einen windigen Spieler namens Haberland.
In der Hansestadt macht Max boxerisch zwar gute Fortschritte, doch so ganz bei der Sache ist er nicht, da sein Herz noch immer an Marianne hängt. Die hat sich nun allmählich als Schauspielerin durchgesetzt und gastiert mit ihrer Theatertruppe gerade in Hamburg. Max und Marianne treffen sich wieder, doch die junge Frau ist zutiefst unglücklich. Sie hat gerade von ihrem Verlobten Haberland einen Brief erhalten, in dem dieser ihr mitteilt, dass er sich von ihr trennen will. Da nun auch noch kein Anschlussengagement in Sicht ist, droht Marianne die Arbeitslosigkeit. Max ist sofort bereit, ihr erneut zu helfen und kann ihr in Schmidtchens Boxschule einen Posten in ihrem eigentlichen Beruf, der Buchhaltung, verschaffen. Doch auch Max drückt ein Problem: er hat aufgrund einer kurzen Liebschaft mit einer kapriziösen Dame einen Wechsel unterzeichnet, der nun zu platzen droht. Da lockt ein lukrativer Profiboxkampf, der, sollte Max gewinnen, ihn all seiner finanziellen Sorgen entledigen würde. Nur Schmidtchen darf davon keinesfalls etwas erfahren! Und so nimmt Max Breuer den „Künstlernamen“ Schmeling an, steigt in den Ring … und gewinnt erwartungsgemäß. Ein Champion ist geboren, und Max kann nun auch seine Marianne in die Arme schließen.

## Produktionsnotizen
Die Dreharbeiten zu Knock out begannen am 10. Dezember 1934 und endeten Mitte Januar des darauffolgenden Jahres. Der Film wurde in Schwarzweiß gedreht. Die Premiere fand am 1. März 1935 im Berliner Atrium-Kino statt. Gelegentlich wurde der Film auch unter dem Titel Ein junges Mädchen – ein junger Mann gezeigt, in Österreich hieß er bei der dortigen Erstaufführung 1935 Liebe und Knock out. Am 20. August 1988 erlebte Knock out seine Fernsehpremiere im 3. Programm des NDR.
Die Produktionsleitung übernahm Martin Pichert, die Filmbauten gestalteten Erich Zander und Willi Depenau.

## Wissenswertes
Die Darsteller Hans Schönrath (1902–1945) und Paul Samson-Körner waren zwei Profiboxer, sie beide überlebten den Krieg nicht.

## Lieder
Vier Lieder, die im Akla-Musikverlag Berlin erschienen sind, wurden gespielt:
- Ein junges Mädchen – ein junger Mann
- Für jeden etwas
- Hamburg ist ‘ne schöne Stadt
- Mein Liebling

## Kritiken
In Der Tag hieß es: „Die Ondra ist meistenteils drollig und Schmeling bemüht sich, so natürlich als möglich zu agieren. Am besten kann er natürlich – boxen!“
Im Linzer Volksblatt war zu lesen: Diese „… ganz nette Liebesgeschichte … macht natürlich den Film für die Verehrer des jungen Ehepaares erst recht amüsant. (…) Hans Richter trägt klarerweise sehr zum lustigen Teil bei.“
Der Allgemeine Tiroler Anzeiger befand: „Max Schmeling … stellt sich nicht einmal ungeschickt an, sein Spiel ist durchaus natürlich, jedenfalls natürlicher als das der Berufsschauspieler, die um ihn herum sind. (…) Sehr ulkig Hans Richter und Fritz Odemar. (…) Die Verbindung von Boxkampf und Kino erweist sich nicht bloß in der Ehe Schmeling-Ondra, sondern auch als Filmstück recht gelungen …“
Das Lexikon des Internationalen Films befand: „Ein ungelenk inszeniertes Lustspiel, das die Schauspielerin und Produzentin Anny Ondra für ihren späteren [sic!] Ehemann, den Schwergewichts-Boxweltmeister Max Schmeling, initiierte. Die langatmige Geschichte gewinnt durch die von Isa Vermehren vorgetragenen Lieder etwas an Reiz; daneben sind die tollpatschigen Schauspiel- und Gesangsversuche Schmelings aus heutiger Sicht schon wieder amüsant.“